# رود قاپال
رود قاپال (به قزاقی: Qapal) یک رود در قزاقستان است که در استان آلماتی واقع شده‌است.